# Cochliobolus
Cochliobolus é um género de fungos ascomicetes com 55 espécies , incluindo as seguintes espécies patogénicas em plantas: C. carbonum (afecta o milho), C. heterostrophus (afecta o milho), C. miyabeanus, C. sativus, C. lunatus (afecta a cana-de-açúcar) e C. stenospilus (afecta a cana-de-açúcar).